# Isolde Döbele-Carlesso
Isolde Döbele-Carlesso (* 2. Januar 1961) ist eine deutsche Historikerin und Kunsthistorikerin.

## Leben
Döbele-Carlesso studierte Kunstgeschichte, Geschichte und Klassische Archäologie an den Universitäten Heidelberg, Tübingen und Berlin. An der Universität Stuttgart wurde sie mit einer Dissertation über den Weinbau und Weinhandel in Württemberg in der Frühen Neuzeit promoviert.
Sie leitet das Stadtarchiv Brackenheim, eines der größten Archive im Landkreis Heilbronn.
Von 2010 bis 2022 leitete sie als erste Vorsitzende den Brackenheimer Kunstverein.
Döbele-Carlesso hat Beiträge zur Lokal- und Regionalgeschichte Württembergs veröffentlicht, mehrere Heimatbücher verfasst und redaktionell begleitet. Daneben tritt sie als Herausgeberin in Erscheinung.

## Publikationen (Auswahl)

### Monographien
- Botenheim. Ein Dorf im Zabergäu, Brackenheim 1993, ISBN 978-3-9806667-3-2.
- Dürrenzimmern. Ein Dorf und seine Geschichte, Brackenheim 1994, ISBN 978-3-9806667-4-9.
- Weinbau und Weinhandel in Württemberg in der frühen Neuzeit am Beispiel von Stadt und Amt Brackenheim. Dissertation, Brackenheim 1999, ISBN 978-3-9806667-7-0.
- Frauen und Wein – Zum alten Brauch der Weiberzeche, Brackenheim 2007, ISBN 978-3-939333-05-0.
- Juliane von Krüdener auf dem Katharinenplaisir bei Cleebronn (= Spuren 88), Marbach am Neckar: Deutsche Schillergesellschaft 2010, ISBN 978-3-937384-52-8.

### Herausgeberschaften
- Theodor Heuss: Weinbau und Weingärtnerstand in Heilbronn am Neckar. Mit einem Vorwort neu herausgegeben, Brackenheim 2005, ISBN 3-00-014657-1.
- Haberschlacht. Ein Weindorf im Zabergäu, Brackenheim 2005, ISBN 978-3-9806667-8-7.
- Barbara Juliane von Krüdener: VALÉRIE oder Briefe Gustavs von Linar an Ernst von G…. In der Übersetzung der erweiterten Fassung der Leipziger Ausgabe von 1804 mit einer Einleitung und Anmerkungen neu herausgegeben, Brackenheim 2007, ISBN 978-3-939333-03-6.
- Johann Caspar Schiller: Vom Weinbau. Mit einem Nachwort neu herausgegeben, Brackenheim 2006, ISBN 978-3-939333-02-9.
- Adolph Blankenhorn / Friedrich Hecker: Briefwechsel 1872–1880. Mit einem Nachwort neu herausgegeben, Brackenheim 2007, ISBN 978-3-939333-04-3.
- Balthasar Sprenger: Anleitung zur Verbesserung der Weine in Deutschland. Mit einem Nachwort neu herausgegeben, Brackenheim 2008, ISBN 978-3-939333-06-7.
- Lambert von Babo: Der Weinbau in Geschichten und Gesprächen. Neu herausgegeben, Brackenheim 2010, ISBN 978-3-939333-09-8.
- (mit Mirco Andrea Carlesso): Gertrud Küster: Kriegsgemüse Kochbuch. Mit einer Pflanzenbeschreibung von Wilhelm Obermeyer neu herausgegeben, Brackenheim 2018, ISBN 978-3-939333-14-2.